# Eudistoma toealensis
Eudistoma toealensis is een zakpijpensoort uit de familie van de Polycitoridae. De wetenschappelijke naam van de soort is voor het eerst geldig gepubliceerd in 1975 door Millar.